# Bojownik bezbronny

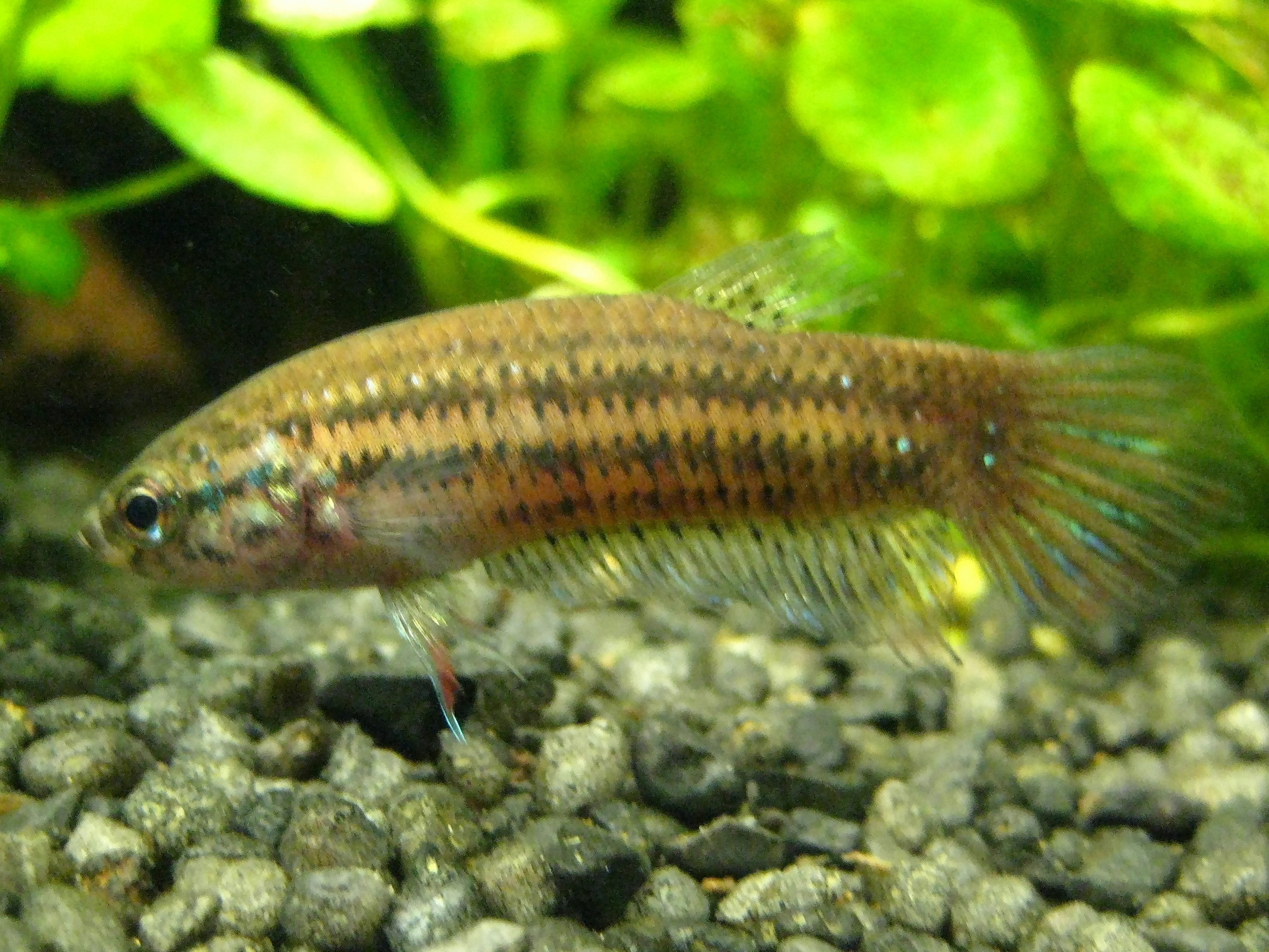
Samica

Bojownik bezbronny, bojownik karłowaty, bojownik łagodny (Betta imbellis) – gatunek słodkowodnej ryby labiryntowej z rodziny guramiowatych (Osphronemidae). Bywa hodowany w akwariach.

## Nazewnictwo
W handlu stosuje się również inne nazwy: bojownik spokojny, bojownik czarny i bojownik niebieski.

## Występowanie
Występuje w rowach melioracyjnych i w wodach stojących na Półwyspie Malajskim, w południowej części Tajlandii. Spotykany był również w Malezji i Singapurze.

## Opis
Bojownik bezbronny został odkryty w roku 1970 przez Ditricha Schallera, który odłowił go niedaleko Kuala Lumpur w Malezji. Pierwszym, który opisał gatunek był niemiecki zoolog Werner Ladiges. Do Polski bojownik trafił kilka lat później w roku 1976 i został przywieziony z byłej NRD.

## Charakterystyka
Wśród samców występuje terytorializm, co może doprowadzać do krótkich, pozorowanych walk. Ciało krępe, płetwy krótsze i mniej efektowne niż u bojownika wspaniałego. Barwa samca granatowa. Płetwa grzbietowa owalna, odbytowa i ogonowa niebiesko ubarwione. Końcówki płetw brzusznych, odbytowej i ogonowej w kolorze czerwonawym. Płetwa grzbietowa u samicy jest mniejsza, ostro zakończona. 
Ryba ma dodatkowy narząd labiryntowy, znajdujący się w komorze skrzelowej, umożliwiający pobieranie powietrza atmosferycznego. Bojownik bezbronny dorasta do 6 cm długości. Samice są nieco mniejsze.

## Warunki w akwarium
| Zalecane warunki w akwarium | Zalecane warunki w akwarium                                         |
| --------------------------- | ------------------------------------------------------------------- |
| Zbiornik                    | mały do średniego, o niskim poziomie wody                           |
| Temperatura wody            | 24–28 °C                                                            |
| Twardość wody               | ok. 8                                                               |
| Skala pH                    | 6–7                                                                 |
| Pokarm                      | rureczniki, wazonkowce, rozwielitki, ochotki, oczliki, suchy pokarm |
| Uwagi                       | akwarium należy przykryć (ryby mogą wyskakiwać)                     |

## Warunki hodowlane
Bojownik bezbronny jest rybą płochliwą. Lubi przebywać w przyciemnionych rejonach akwarium. Wówczas jego aktywność jest większa. 

## Tarło
Przed tarłem samiec buduje pieniste gniazdo pod powierzchnią wody. Wskazana jest wcześniejsza separacja samic od samców. To rozdzielenie przed tarłem jest dobrym stymulatorem w okresie godowym. Tarło ma miejsce pod gniazdem, w wodzie miękkiej i przy niskim jej poziomie. Odbywa się wielokrotnie, aż do wyczerpania zapasu ikry. Ikra w liczbie do 150 ziaren składana jest do wcześniej przygotowanego gniazda z piany. Opiekę nad ikrą przejmuje samiec. Narybek wykluwa się po ok. 30 godzinach, w temperaturze ok. 28 °C w wodzie lekko zasadowej.
Narybek początkowo dokarmiany jest „pyłem”, drobnym pokarmem (orzęski, wrotki, nicienie). Do czasu, aż u narybku nie wykształci się zdolność do oddychania powietrzem atmosferycznym (ryba labiryntowa), należy zadbać o dobre natlenienie wody.

## Krzyżowanie gatunku
Możliwa jest forma hybrydowa bojownika bezbronnego z bardziej znanym gatunkiem z rodzaju Betta – bojownikiem wspaniałym.